# Ermenegildo Pellegrinetti
Ermenegildo Pellegrinetti, italijanski rimskokatoliški duhovnik, škof in kardinal, * 27. marec 1876, Camaiore, † 29. marec 1943, Rim.

## Življenjepis
24. septembra 1898 je prejel duhovniško posvečenje. 
24. maja 1922 je postal naslovni nadškof Adane in apostolski nuncij v Jugoslaviji; 18. junija istega leta je prejel škofovsko posvečenje.
Leta 1937 se je vrnil v Rimsko kurijo kot uradnik.
13. decembra 1937 je bil povzdignjen v kardinala in imenovan za kardinal-duhovnika S. Lorenzo in Panisperna.